# Tavis Knoyle
Pas d'image ? Cliquez ici

a Compétitions nationales et continentales officielles uniquement.

b Matchs officiels uniquement.
Dernière mise à jour le 11 juillet 2023.
Tavis David Knoyle, né le 2 juin 1990 à Pontneddfechan, est un joueur international gallois de rugby à XV qui évolue au poste de demi de mêlée.

## Biographie
Tavis Knoyle débute avec les Ospreys en avril 2009 lors du match de la Celtic League contre les Newport Gwent Dragons mais il ne joue pas d'autre match de la saison. En fin de saison, il quitte la franchise galloise pour s'engager avec les Llanelli Scarlets afin de trouver plus de temps de jeu. Il honore sa première cape internationale en équipe du pays de Galles le 19 juin 2010 contre l'équipe de Nouvelle-Zélande. Le 22 août, il est retenu par Warren Gatland dans la liste des trente joueurs gallois qui disputent la Coupe du monde de rugby à XV 2011. Il dispute le match de poule contre la Namibie.
Il quitte les Dragons en février 2022.

## Statistiques en équipe nationale
- 11 sélections
- Sélections par année : 1 en 2010, 6 en 2011, 2 en 2012, 2 en 2013.
- En coupe du monde :
  - 2011 : 1 sélection (Namibie)